# جيمس هاليداي
جيمس هاليداي هو سياسي كندي، ولد في 3 أبريل 1845، وتوفي في 11 أبريل 1921. انتخب عضو مجلس العموم الكندي.